# Carl Blomeyer

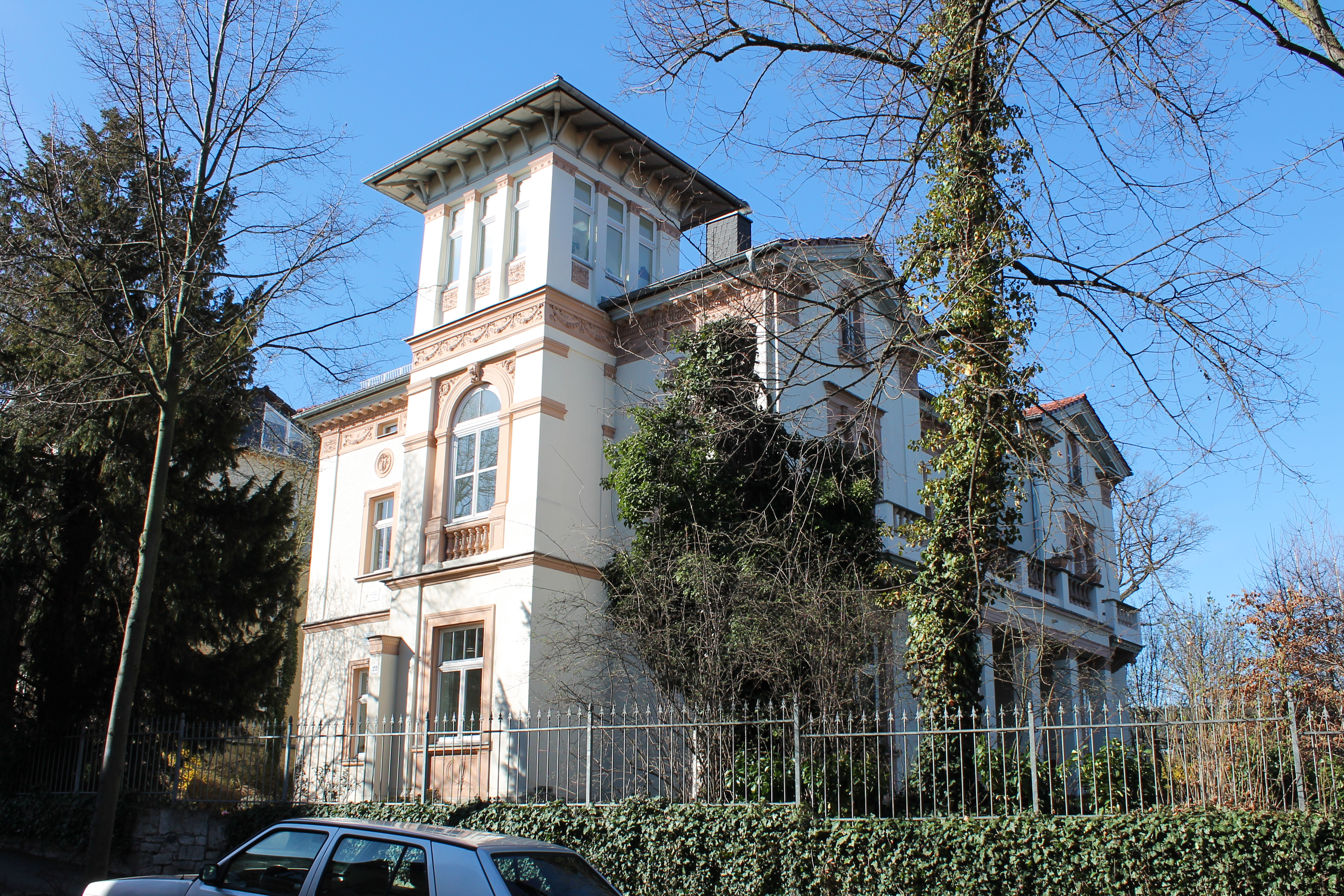
Blomeyersche Villa in Jena

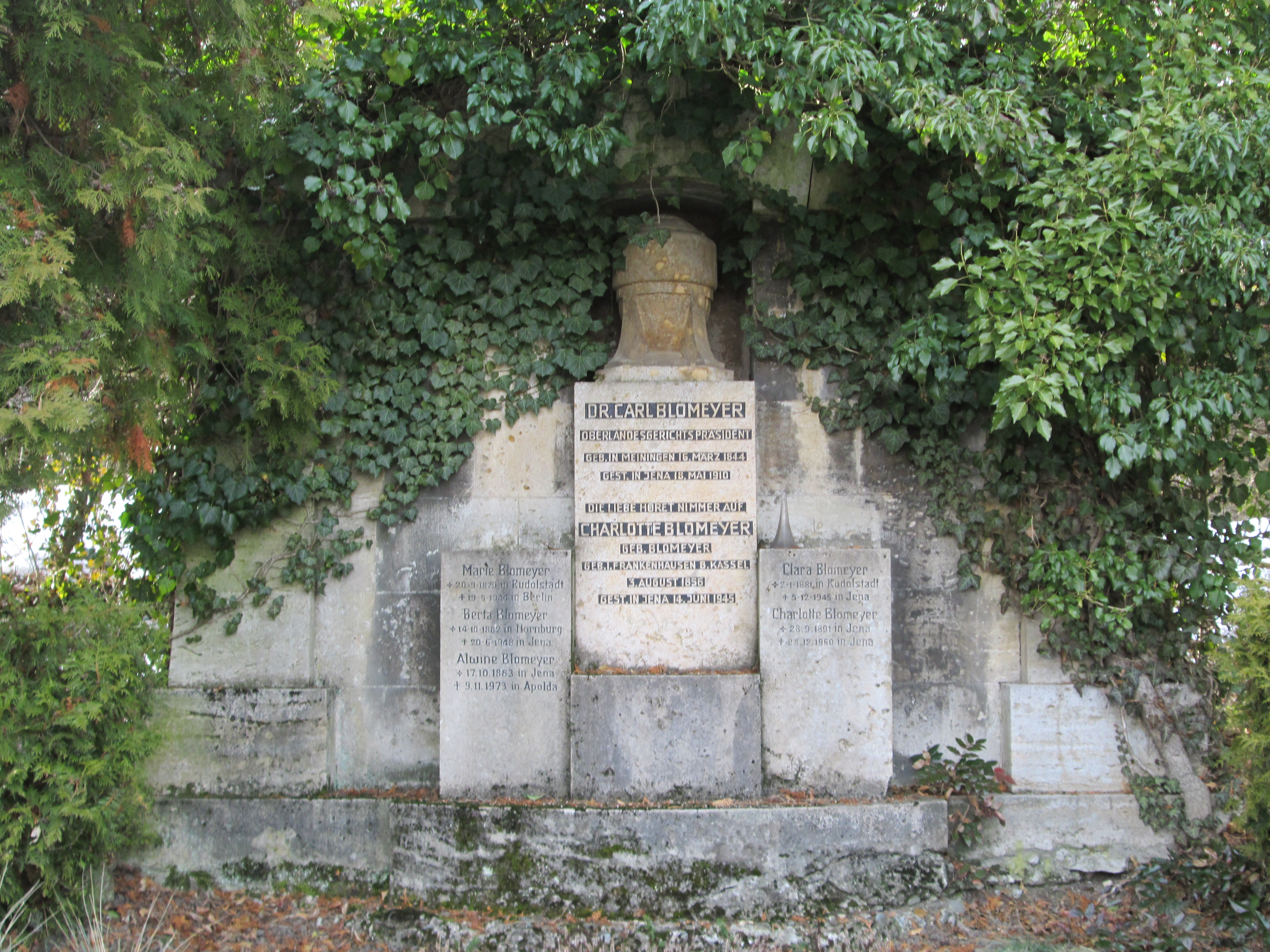
Grabstätte

Gustav Wilhelm Carl Blomeyer (* 16. März 1844 in Meiningen; † 18. Mai 1910 in Jena) war ein deutscher Jurist.

## Leben
Carl Blomeyer war der Sohn von Heinrich Blomeyer, herzoglich sächsischer Landbaumeister in Meiningen Sachsen-Meiningen.
Carl studierte Jura und war nacheinander Vortragender Rat im Ministerium in Meiningen, Landesgerichtsdirektor in Rudolstadt, ab 1881 Oberlandesgerichtsrat in Jena, ab 1889 Senatspräsident in Jena und zwischen 1904 und 1910 Oberlandesgerichtspräsident in Jena.
Mit Beendigung seiner Laufbahn erhielt er am 6. Januar 1910 die Ehrenbürgerschaft der Stadt Jena. Er wurde nach seinem Tod in einem Ehrengrab auf dem Jenaer Nordfriedhof bestattet. Nach ihm ist die Carl-Blomeyer-Straße in Jena benannt.
Sein Sohn Karl (* 31. März 1885 in Jena; † 23. Dezember 1953 in Freiburg im Breisgau) war von 1926 bis 1938 Jura-Professor in Jena.